# Окубо, Киёси
Киёси Окубо (яп. 大久保 清 О:кубо Киёси, 17 января 1935 года — 22 января 1976 года) — японский серийный убийца. В период с 31 марта 1971 года по 10 мая 1971 года изнасиловал и убил восемь девушек в возрасте от 16 до 21. Использовал псевдоним «Танигава Иван» (яп. 谷川伊凡).

## Биография
Родился в поселке Явата, ныне г. Такасаки, префектура Гумма. Его мать, наполовину русская, не чаяла души в нём. Сверстники его задирали. 12 июля 1955 года он изнасиловал первую девушку. 26 декабря 1955 года безуспешно попытался изнасиловать другую девушку. Был арестован, освобожден 15 декабря 1959 года. 16 апреля 1960 года опять неудачно попытался изнасиловать девушку. 5 мая 1961 года женился и оставил от этого брака сына и дочь. 23 декабря 1966 года и 24 февраля 1967 года изнасиловал двух девушек. 7 июня 1967 года его арестовали, освобождён 3 марта 1971 года.
Между 31 марта и 10 мая 1971 года, он убил восемь девушек. 13 мая похитил 21-летнюю девушку, её брат проследил и вышел на Окубо. Полиция арестовала его 14 мая. Окружной суд Маэбаси приговорил Окубо к смертной казни через повешение 22 февраля 1973 года. Приговор не был обжалован и приведён в действие 22 января 1976 года.

### Жертвы
1. Мияко Цуда (яп. 津田 美也子) — 17 лет
2. Миэко Оикава (яп. 老川 美枝子) — 17 лет
3. Тиэко Ида (яп. 伊田 千恵子) — 19 лет
4. Сэйко Кавабата (яп. 川端 成子) — 17 лет
5. Акэми Сато: (яп. 佐藤 明美) — 16 лет
6. Кадзуё Кавахо (яп. 川保 和代) — 18 лет
7. Рэйко Такэмура (яп. 竹村 礼子) — 21 год
8. Наоко Таканохаси (яп. 鷹嘴 直子) — 21 год

## В массовой культуре
- 29 августа 1983 года вышла телевизионная драма «Преступления Киёси Окубо» (大久保清の犯罪, Ōkubo Kiyoshi no Hanzai). Такэси Китано сыграл Окубо. Рейтинг фильма достиг 34,0 процента от аудитории.